# Buju Banton
Mark Anthony Myrie (Salt Lane, 15 juli 1973), beter bekend als Buju Banton, is een Jamaicaans zanger. Hij zingt vooral reggae, dancehall en rootsreggae en wordt gezien als een van de belangrijkste artiesten uit Jamaica van de jaren negentig.
Buju Banton is de jongste van een gezin van 15 kinderen (13 zussen en 1 broer) en groeide op in een arme buitenwijk van Kingston. Buju is een bijnaam voor dikke kinderen die hij in zijn jeugd kreeg van zijn moeder, de naam Banton is een eerbetoon aan Burro Banton, een artiest en jeugdidool van Buju Banton. Banton is patwa voor verhalenverteller.
Banton brak aan het begin van de jaren negentig door in Jamaica met grote hits als Bogle, Love me Browning en Boom bye bye (uitgebracht in 1992 maar opgenomen in 1988) die echter ook opschudding veroorzaakten. Love me browning zou de koloniale gedachte aanhangen dat donkere vrouwen er aantrekkelijker uitzien door hun huidskleur te bleken, en Boom bye bye bevatte een homofobische tekst.
Ook zong Banton over de realiteit van jongeren en geweld; in 1993 verloor hij twee bevriende collega's bij schietincidenten (vandaar de single Murderer) en na de dood van Garnett Silk in 1994 besloot hij zijn leven te beteren.
Banton bekeerde zich tot het Rastageloof en liet dat doorklinken in de platen die hij uitbracht sinds 'Til Shiloh uit 1995 (waarvan Untold Stories als zijn Redemption Song wordt beschouwd). Hij groeide uit tot een van de nieuwe grote gezichten van de reggae en nam zelfs nummers op met de Amerikaanse ska-punkgroep Rancid.
Banton zat sinds december 2009 in de cel omdat hij zou hebben getracht 5 kilo cocaïne te kopen. De verkoper bleek echter een undercoverpolitieagent te zijn. Zijn advocaat, David Oscar Markus, zei dat Banton onschuldig is en in de val is gelokt door "slechte mensen die probeerden om zijn vertrouwende en eerlijke natuur te misbruiken". Op 23 juni 2011 werd hij veroordeeld tot tien jaar cel. Banton werd op 7 december 2018 in vrijheid gesteld.

## Discografie
- 2020 - Upside Down
- 2010 - Before the dawn
- 2009 - Rasta Got Soul
- 2007 - Inna Heights (10th anniversary edition)
- 2006 - Too Bad
- 2004 - Buju and Friends
- 2003 - Friends For Life
- 2002 - Want It
- 2002 - The Voice of Jamaica (Expanded)
- 2002 - The Best of Buju Banton
- 2002 - It's All Over
- 2001 - Ultimate Collection
- 2001 - Live in Panama
- 2001 - The Early Years (90-95)
- 2000 - Unchained Spirit
- 2000 - Live at Summer Jam (geen officiële release)
- 2000 - Flames Of Freedom
- 2000 - Dubbing with the Banton
- 1998 - Quick
- 1997 - Inna Heights
- 1997 - Rudeboys Inna Ghetto met Posse
- 1997 - Chanting Down The Walls Of Babylon met Anthony B
- 1995 - 'Til Shiloh
- 1993 - Voice Of Jamaica
- 1992 - Mr. Mention
- 1991 - Stamina Daddy